# Vol. 1 (Thegiornalisti)
Vol. 1 è il primo album in studio del gruppo musicale italiano Thegiornalisti, pubblicato il 3 settembre 2011 dalla Boombica Records.

## Tracce
1. Siamo tutti marziani – 4:08
2. Una canzone per Joss – 3:18
3. Autostrade umane – 4:18
4. Animali – 5:02
5. E menomale – 3:25
6. Io non esisto – 5:15
7. E allora viva! – 5:05
8. La mano sinistra del diavolo – 3:21
9. Il marinaio – 3:49
10. In continuo adesso – 3:57

## Formazione
- Tommaso Paradiso – voce, chitarra, pianoforte, cori
- Marco Antonio Musella – chitarra, basso
- Marco Primavera – batteria, percussioni, cori